# TIM Music Awards
I Music Awards sono una manifestazione musicale che si tiene dal 2007, alla quale partecipano i più grandi artisti italiani, spesso anche di calibro internazionale. Fino al 2013 e dal 2015 al 2018 il nome della manifestazione è stato Wind Music Awards. Nel 2014, in seguito al momentaneo abbandono dello sponsor Wind, la denominazione ufficiale dell'evento fu Music Awards. Dal 2019 al 2021 lo sponsor è stato SEAT, motivo per cui la manifestazione ha assunto la denominazione ufficiale di SEAT Music Awards. Dal 2022, con l'ingresso di TIM in qualità di sponsor, viene rinominato TIM Music Awards, alla cui conduzione vengono riconfermati Carlo Conti e Vanessa Incontrada (in coppia dal 2012).

## Storia

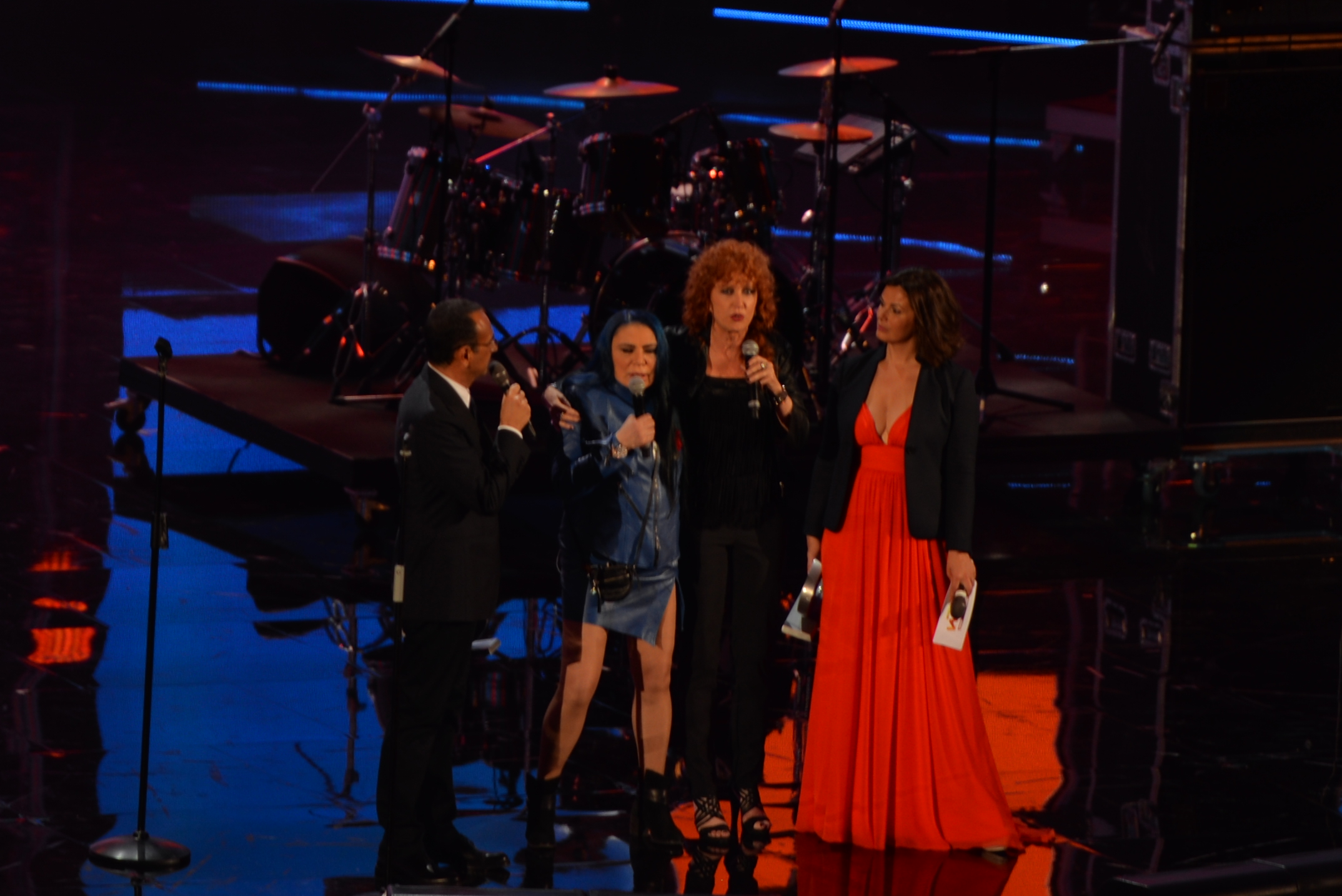
Carlo Conti e Vanessa Incontrada con Loredana Bertè e Fiorella Mannoia sul palco dei Wind Music Awards 2016.

La kermesse è stata organizzata dalla sua nascita fino al 2018 dalla società di telecomunicazioni italiana Wind, con unica eccezione per il 2014. La manifestazione è stata realizzata con la collaborazione delle associazioni di settore Associazione fonografici italiani (AFI), FIMI e PMI.
Per i primi due anni la manifestazione si è svolta a Roma: la prima edizione all'Auditorium della Conciliazione, mentre la seconda a Valle Giulia. Dal 2009 al 2012 l'evento si è tenuto nella storica Arena di Verona, sede per tanti anni delle finali del Festivalbar. Nel 2013 e nel 2014 la sede si è spostata al Foro Italico di Roma.
Le prime cinque edizioni sono andate in onda in differita in prima serata su Italia 1, per poi passare nel 2012 su Rai 1 e dall'anno successivo in diretta sulla stessa rete e in alta definizione su Rai HD. Nel 2014, in seguito al momentaneo abbandono di Wind, l'evento prende il nome di Music Awards. Dal 2015 il programma riprende il nome di Wind Music Awards e torna a essere trasmesso dall'Arena di Verona, nuovamente in diretta. Dal 2016 torna a essere trasmesso in due serate, una trasmessa in diretta e l'altra in differita.
Nel 2019 Wind abbandona la manifestazione: il nuovo sponsor è SEAT, di conseguenza la manifestazione assume la nuova denominazione SEAT Music Awards. Avviene anche un cambio dell'emittente radiofonica con la sostituzione di RTL 102.5 con Radio Italia.
L'edizione 2020 sarebbe dovuta andare in scena i primi di giugno, tuttavia l'evento è stato posticipato a causa dell'emergenza coronavirus ed è stata trasmessa a settembre. Nel corso della manifestazione non vengono assegnati i premi, prevedendo invece di devolvere i proventi che saranno raccolti nel corso delle serate ai lavoratori del mondo dello spettacolo, con il supporto di Spotify e promosso dalla Federazione Industria Musicale Italiana. Nello stesso anno è stato riproposto uno speciale Seat Music Awards – Viaggio nella musica con la conduzione di Nek, con l'obiettivo di dare voce ai lavoratori del mondo dello spettacolo e degli artisti con cui collaborano. Anche l'edizione 2021 ha avuto luogo a settembre, sempre a causa dell'emergenza coronavirus, e ha visto Nek affiancato a Michela Giraud per la conduzione dello speciale Seat Music Awards – Disco Estate.
Dopo tre edizioni, SEAT abbandona la manifestazione nel 2022, con il conseguente ingresso come nuovo sponsor di TIM: la manifestazione assume la nuova denominazione TIM Music Awards e viene trasmessa per il terzo anno consecutivo a settembre dall'Arena di Verona. Nello stesso anno viene trasmesso lo speciale TIM Music Awards - Dalla radio al palco, condotto da Nek e Carolina Di Domenico, contenente esibizioni in diretta affiancate da altre effettuate nel corso delle due serate della manifestazione. L'edizione del 2023 viene supportata nuovamente da TIM, riproponendo per la terza volta uno speciale condotto da Nek e Di Domenico TIM Music Awards - La Festa, trasmesso dall'emittente TV Rai 2.

## Edizioni
| Edizione | Rete televisiva | Titolo del programma | Sponsor | Registrazione  | Registrazione  | Puntate | Messa in onda     | Messa in onda     | Conduzione         | Conduzione         | Conduzione     | Conduzione           | Radio        | Radio        | Location                       |
| Edizione | Rete televisiva | Titolo del programma | Sponsor | Inizio         | Fine           | Puntate | Inizio            | Fine              | Music Awards       | Music Awards       | Best of        | Best of              | Radio        | Radio        | Location                       |
| -------- | --------------- | -------------------- | ------- | -------------- | -------------- | ------- | ----------------- | ----------------- | ------------------ | ------------------ | -------------- | -------------------- | ------------ | ------------ | ------------------------------ |
| 1ª       | Italia 1        | Wind Music Awards    | Wind    | 6 giugno 2007  | 6 giugno 2007  | 1       | 14 giugno 2007    | 14 giugno 2007    | Cristina Chiabotto | Cristina Chiabotto | Non presenti   | Non presenti         | Non presenti | Non presenti | Auditorium Conciliazione, Roma |
| 2ª       | Italia 1        | Wind Music Awards    | Wind    | 3 giugno 2008  | 3 giugno 2008  | 2       | 4 giugno 2008     | 5 giugno 2008     | Rossella Brescia   | Rossella Brescia   | Non presenti   | Non presenti         | Non presenti | Non presenti | Valle Giulia, Roma             |
| 3ª       | Italia 1        | Wind Music Awards    | Wind    | 6 giugno 2009  | 7 giugno 2009  | 3       | 8 giugno 2009     | 22 giugno 2009    | Vanessa Incontrada | Vanessa Incontrada | Non presenti   | Non presenti         | Non presenti | Non presenti | Arena di Verona                |
| 4ª       | Italia 1        | Wind Music Awards    | Wind    | 28 maggio 2010 | 29 maggio 2010 | 3       | 2 giugno 2010     | 16 giugno 2010    | Paola Perego       | Paola Perego       | Non presenti   | Non presenti         | Non presenti | Non presenti | Arena di Verona                |
| 5ª       | Italia 1        | Wind Music Awards    | Wind    | 27 maggio 2011 | 28 maggio 2011 | 3       | 7 giugno 2011     | 21 giugno 2011    | Vanessa Incontrada | Teo Mammucari      | Non presenti   | Non presenti         | Non presenti | Non presenti | Arena di Verona                |
| 6ª       | Rai 1           | Wind Music Awards    | Wind    | 26 maggio 2012 | 26 maggio 2012 | 1       | 2 luglio 2012     | 2 luglio 2012     | Vanessa Incontrada | Carlo Conti        | Non presenti   | Non presenti         | Rai Radio 2  | Rai Radio 2  | Arena di Verona                |
| 7ª       | Rai 1           | Wind Music Awards    | Wind    | Diretta        | Diretta        | 1       | 3 giugno 2013     | 3 giugno 2013     | Vanessa Incontrada | Carlo Conti        | Non presenti   | Non presenti         | RTL 102.5    | RTL 102.5    | Foro Italico, Roma             |
| 8ª       | Rai 1           | Music Awards         | nessuno | Diretta        | Diretta        | 1       | 3 giugno 2014     | 3 giugno 2014     | Vanessa Incontrada | Carlo Conti        | Non presenti   | Non presenti         | Rai Radio 2  | Rai Radio 2  | Foro Italico, Roma             |
| 9ª       | Rai 1           | Wind Music Awards    | Wind    | Diretta        | Diretta        | 1       | 4 giugno 2015     | 4 giugno 2015     | Vanessa Incontrada | Carlo Conti        | Non presenti   | Non presenti         | RTL 102.5    | RTL 102.5    | Arena di Verona                |
| 10ª      | Rai 1           | Wind Music Awards    | Wind    | 6 giugno 2016  | 6 giugno 2016  | 2       | 7 giugno 2016     | 8 giugno 2016     | Vanessa Incontrada | Carlo Conti        | Non presenti   | Non presenti         | RTL 102.5    | RTL 102.5    | Arena di Verona                |
| 11ª      | Rai 1           | Wind Music Awards    | Wind    | Diretta        | Diretta        | 2 + 1   | 5 giugno 2017     | 6 giugno 2017     | Vanessa Incontrada | Carlo Conti        | Federico Russo | Giorgia Surina       | RTL 102.5    | RTL 102.5    | Arena di Verona                |
| 12ª      | Rai 1           | Wind Music Awards    | Wind    | 4 giugno 2018  | 5 giugno 2018  | 2 + 1   | 5 giugno 2018     | 12 giugno 2018    | Vanessa Incontrada | Carlo Conti        | Federico Russo | Marica Pellegrinelli | RTL 102.5    | RTL 102.5    | Arena di Verona                |
| 13ª      | Rai 1           | SEAT Music Awards    | SEAT    | 4 giugno 2019  | 4 giugno 2019  | 2 + 1   | 5 giugno 2019     | 6 giugno 2019     | Vanessa Incontrada | Carlo Conti        | Non presenti   | Non presenti         | Radio Italia | Radio Italia | Arena di Verona                |
| 14ª      | Rai 1           | SEAT Music Awards    | SEAT    | Diretta        | Diretta        | 2 + 1   | 2 settembre 2020  | 5 settembre 2020  | Vanessa Incontrada | Carlo Conti        | Nek            | Non presente         | Rai Radio 2  | Radio Italia | Arena di Verona                |
| 15ª      | Rai 1           | SEAT Music Awards    | SEAT    | Diretta        | Diretta        | 2 + 1   | 9 settembre 2021  | 10 settembre 2021 | Vanessa Incontrada | Carlo Conti        | Nek            | Michela Giraud       | Rai Radio 2  | Radio Italia | Arena di Verona                |
| 16ª      | Rai 1           | TIM Music Awards     | TIM     | Diretta        | Diretta        | 2 + 1   | 9 settembre 2022  | 10 settembre 2022 | Vanessa Incontrada | Carlo Conti        | Nek            | Carolina Di Domenico | Rai Radio 2  | Radio Italia | Arena di Verona                |
| 17ª      | Rai 1           | TIM Music Awards     | TIM     | Diretta        | Diretta        | 2 + 1   | 15 settembre 2023 | 17 settembre 2023 | Vanessa Incontrada | Carlo Conti        | Nek            | Carolina Di Domenico | Rai Radio 2  | Radio Italia | Arena di Verona                |
| 18ª      | Rai 1           | TIM Music Awards     | TIM     | Diretta        | Diretta        | 2       | 13 settembre 2024 | 14 settembre 2024 | Vanessa Incontrada | Carlo Conti        | Non presenti   | Non presenti         | Rai Radio 2  | Radio Italia | Arena di Verona                |

## Categorie premi

### Album, singoli e DVD
Premio basato sulle soglie di certificazione delle vendite di album, singoli e DVD della Federazione Industria Musicale Italiana.
- Premio DVD Platino (2007)
- Premio CD Multiplatino (dal 2008)
- Premio CD Platino (dal 2009)
- Premio CD Oro (dal 2010)
- Premio Singolo Multiplatino (dal 2010)
- Premio Singolo Platino (2010-2014)

### Radio
Premio basato sui dati radiofonici di punteggio airplay EarOne
- Premio EarOne (dal 2014)

### Live e tour
Premio basato sui dati della SIAE
- Premio Live Diamante
- Premio Live Platino
- Premio Live Oro

### Altri riconoscimenti
- Premio Artista Esordiente / Next Generation (2008, 2010, 2013-2014)
- Premio Arena di Verona (dal 2010)
- Premio alla carriera (2010, 2014-2015, 2019, 2022)
- Premio Confindustria Cultura Italia FIMI, AFI e PMI (2010)
- Premio RDS (2010)
- Premio CONI per l'eccellenza Italiana nel mondo (2014)
- Premio musica e testo (2014)
- Premio per l'arrangiamento (2014)
- Premio all'album più venduto dell'anno (2014, 2021)
- Premio PMI (2015, 2017)
- Premio Wind (2015)
- Premio FIMI (2017)
- Premio disco del passato (2018)
- Premio SIAE (dal 2018)
- Premio AFI (2019)
- Premio SEAT (2019-2021)
- Premio Sony Music (2021)
- Premio TIM (dal 2022)

## Record
Elenco degli artisti che hanno ricevuto più riconoscimenti nella storia della premiazione al 2024. L'artista che ha ricevuto il maggior numero di premi è Marco Mengoni, con 24 riconoscimenti. L'artista donna più premiata risulta essere Fiorella Mannoia con 21 riconoscimenti.
| Riconoscimenti | Artista            |
| -------------- | ------------------ |
| 24             | Marco Mengoni      |
| 21             | Fiorella Mannoia   |
| 21             | Ligabue            |
| 19             | Elisa              |
| 19             | Biagio Antonacci   |
| 17             | Emma               |
| 17             | Zucchero           |
| 16             | Claudio Baglioni   |
| 15             | Laura Pausini      |
| 14             | Alessandra Amoroso |
| 14             | Fedez              |
| 14             | Giorgia            |
| 14             | Guè                |
| 13             | Gianna Nannini     |
| 12             | Max Pezzali        |
| 12             | Modà               |
| 12             | Negramaro          |
| 12             | Thegiornalisti     |
| 11             | Annalisa           |
| 11             | Geolier            |
| 11             | Gigi D'Alessio     |
| 11             | Ultimo             |
| 10             | Irama              |

## Audience
| Edizione | Rete televisiva | Anno | Stagione         | Programmazione | Programmazione | Programmazione | Programmazione | Programmazione | Programmazione | Programmazione | Collocazione | Media auditel  | Media auditel |
| Edizione | Rete televisiva | Anno | Stagione         | L              | M              | M              | G              | V              | S              | D              | Collocazione | Telespettatori | Share         |
| -------- | --------------- | ---- | ---------------- | -------------- | -------------- | -------------- | -------------- | -------------- | -------------- | -------------- | ------------ | -------------- | ------------- |
| 1ª       | Italia 1        | 2007 | primavera        |                |                |                |                |                |                |                | Prima serata | 2 589 000      | 12,46%        |
| 2ª       | Italia 1        | 2008 | primavera        |                | 2 672 000      | 11,84%         |                |                |                |                | Prima serata |                |               |
| 3ª       | Italia 1        | 2009 | primavera-estate |                |                |                | 2 884 000      | 13,72%         |                |                | Prima serata |                |               |
| 4ª       | Italia 1        | 2010 | primavera        |                |                | 2 222 000      | 11,28%         |                |                |                | Prima serata |                |               |
| 5ª       | Italia 1        | 2011 | primavera-estate |                |                | 1 914 000      | 9,48%          |                |                |                | Prima serata |                |               |
| 6ª       | Rai 1           | 2012 | estate           |                |                | 3 920 000      | 20,44%         |                |                |                | Prima serata |                |               |
| 7ª       | Rai 1           | 2013 | primavera        | 6 339 000      | 25,33%         |                |                |                |                |                | Prima serata |                |               |
| 8ª       | Rai 1           | 2014 | primavera        |                |                | 5 011 000      | 20,35%         |                |                |                | Prima serata |                |               |
| 9ª       | Rai 1           | 2015 | primavera        |                |                | 4 837 000      | 26,31%         |                |                |                | Prima serata |                |               |
| 10ª      | Rai 1           | 2016 | primavera        |                |                |                | 4 830 000      | 22,42%         |                |                | Prima serata |                |               |
| 11ª      | Rai 1           | 2017 | primavera        |                |                | 4 937 000      | 23,55%         |                |                |                | Prima serata |                |               |
| 12ª      | Rai 1           | 2018 | primavera        |                | 3 941 000      | 18,65%         |                |                |                |                | Prima serata |                |               |
| 13ª      | Rai 1           | 2019 | primavera        |                |                |                | 3 226 000      | 16,57%         |                |                | Prima serata |                |               |
| 14ª      | Rai 1           | 2020 | estate           |                |                | 3 487 000      | 21,05%         |                |                |                | Prima serata |                |               |
| 15ª      | Rai 1           | 2021 | estate           |                |                |                |                | 3 107 000      | 19,57%         |                | Prima serata |                |               |
| 16ª      | Rai 1           | 2022 | estate           |                |                | 2 748 000      | 20,33%         |                |                |                | Prima serata |                |               |
| 17ª      | Rai 1           | 2023 | estate           |                |                | 2 426 000      | 17,03%         |                |                |                | Prima serata |                |               |
| 18ª      | Rai 1           | 2024 | estate           |                |                | 2 576 000      | 19,70%         |                |                |                | Prima serata |                |               |

## Loghi

Logo dal 2007 al 2013 e dal 2015 al 2018
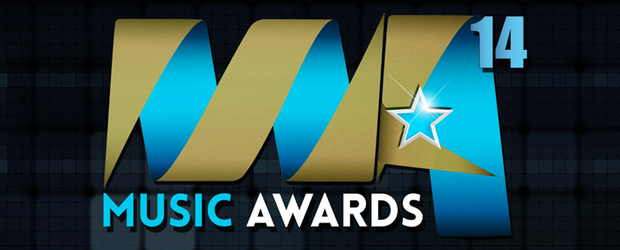
Logo dell'edizione 2014

## Compilation
- 31 maggio 2011 - Wind Music Awards 2011 (Sony Music)
- 22 giugno 2012 - Wind Music Awards 2012 (Rhino Records)
- 28 maggio 2013 - Wind Music Awards 2013 (Columbia)
- 3 giugno 2014 - Music Awards 2014 (Universal)

## Sigla
A partire dal 2012 l'evento ha una sigla che è una canzone che fa parte della scaletta della serata e che viene poi cantata dall'ospite. Nell'ordine le sigle sono state le seguenti canzoni:
- 2012 (VI edizione) - Io canto - Laura Pausini
- 2013 (VII edizione) - Pompeii - Bastille
- 2014 (VIII edizione) - Royals - Lorde
- 2015 (IX edizione) - Cheerleader - Omi
- 2016 (X edizione) - Sofia - Álvaro Soler
- 2017 (XI edizione) - Be Mine - Ofenbach
- 2018 (XII edizione) - La cintura - Álvaro Soler
- 2019 (XIII edizione) - Ice Cream - Mika
- 2020 (XIV edizione) - Canzone - Antonello Venditti e Francesco De Gregori
- 2021 (XV edizione) - Bad Habits - Ed Sheeran
- 2022 (XVI edizione) - Staring at the Sun - Mika
- 2023 (XVII edizione) - Makeba - Jain
- 2024 (XVIII edizione) - Fly - Quavo e Lenny Kravitz